# Neodorippe
Neodorippe is een geslacht van kreeftachtigen uit de klasse van de Malacostraca (hogere kreeftachtigen).

## Soorten
- Neodorippe (Neodorippe) japonicum
- Neodorippe callida (Fabricius, 1798)
- Neodorippe simplex Ng & Rahayu, 2002